# Biollante
Biollante (ビオランテ Biorante?) es un kaiju que apareció por primera vez en la película de 1989 Godzilla tai Biollante, y desde entonces ha aparecido en numerosos videojuegos y cómics con licencia. La criatura es retratada como un clon genéticamente modificado de Godzilla unido con los genes de una rosa y un humano. Como el personaje fue creado durante el final de la Guerra Fría y en una disminución en la preocupación por las armas nucleares representadas por Godzilla, Biollante fue concebido como un símbolo de controversias más contemporáneas con respecto a la ingeniería genética.

## Visión general
Biollante aparece por primera vez en la película de 1989 Godzilla tai Biollante. Después del regreso de Godzilla en 1984, el Dr. Genshiro Shiragami intenta usar las células del monstruo para mejorar genéticamente varias especies de plantas para crear cultivos resistentes a las inclemencias del tiempo. Inicialmente, sus intentos se frustran cuando una bomba destruye su laboratorio y mata a su hija Erika. Shiragami une su ADN con el de una rosa, que casi fue destruida cinco años después por un terremoto. Con la esperanza de hacer que la rosa sea inmortal, une aún más su ADN con el de Godzilla, lo que resulta en la creación de un mutante híbrido que bautiza como Biollante. La criatura se arraiga en el Lago Ashi, donde comienza a llamar a su progenitor Godzilla. Godzilla llega e incinera a Biollante, cuyas esporas flotan en la atmósfera. Las esporas luego aterrizan cerca de Osaka en la forma de un Biollante mucho más parecido a Godzilla, que lucha contra Godzilla hasta que este se retira después de ser debilitado por las Bacterias de Energía Antinuclear. Posteriormente, Biollante se disuelve nuevamente y flota en el espacio, con una imagen de Erika entre las esporas.
La criatura hace una breve aparición en Godzilla vs. SpaceGodzilla, donde se especula que sus células flotantes en el espacio pueden haber contribuido a la creación del monstruo SpaceGodzilla.

### Desarrollo
Biollante fue concebido por primera vez por el dentista Shinichiro Kobayashi, quien fue el ganador de un concurso de escritura de historias para una secuela de Godzilla de 1984. Al desarrollar el personaje, Kobayashi tuvo en cuenta cómo se sentiría si su hija muriera, y combinó esto con una imagen mental que tenía de Godzilla siendo consumido por una flor. Su idea de los orígenes de Biollante no era muy diferente de la de la película final, aunque la criatura fue retratada en su presentación como no teniendo un vínculo directo con Godzilla, y teniendo inteligencia a nivel humano, así como manteniendo los recuerdos de Erika. La representación del personaje en el borrador podía comunicarse psíquicamente con un periodista a través de imágenes de flores con rostros humanos, y la forma final de Biollante tenía el rostro de una mujer.
Koichi Kawakita, que anteriormente había trabajado para Tsuburaya Productions, fue asignado a diseñar a Biollante por Toho después de que la compañía se impresionó por su trabajo en Gunhed. Kawakita hizo uso del equipo de efectos especiales de Gunhed, Studio OX, aunque el diseño y la construcción de los accesorios de Biollante resultaron problemáticos, ya que las técnicas de suitmation tradicionales dificultaron la realización del diseño solicitado de la primera forma de la criatura, y el engorroso modelo resultante para la forma final de Biollante fue tomado con incredulidad por el equipo de efectos especiales. La primera forma de Biollante fue realizada por Masao Takegami, quien se sentó dentro del área del tronco del modelo en una plataforma justo por encima del nivel del agua. Si bien los movimientos de la cabeza de la criatura eran simples de operar, sus vides estaban controladas por una intrincada matriz de cables aéreos, por lo que resultó difícil para el intérprete de Godzilla Kenpachiro Satsuma el reaccionar durante las escenas de combate, ya que no ofrecían tensión, lo que garantizaba que Satsuma fingiera recibir golpes de ellos, a pesar de no poder percibirlos. El diseñador de criaturas Shinji Nishikawa originalmente diseñó la cabeza de Biollante como mucho más florida, con cuatro mandíbulas en forma de pétalo, aunque los productores de la película insistieron en una cabeza más de reptil La forma final de Biollante resultó aún más difícil de operar que el modelo anterior, ya que su red de vides tardó horas en instalarse en el set y requirió 32 cables para operar, mucho más de lo requerido para operar King Ghidorah en la siguiente película. La visibilidad en la forma final del traje de Biollante era pobre, lo que causó dificultades para Takegami al apuntar la cabeza de la criatura al disparar savia, que manchó permanentemente cualquier cosa sobre la que aterrizó.

## Apariciones
- Godzilla tai Biollante (1989)
- Godzilla vs. SpaceGodzilla (1994 - cameo en archivo)

### Videojuegos
- Super Godzilla (Snes - 1993)
- Godzilla Trading Battle (PlayStation - 1998)
- Godzilla: Save the Earth (Xbox, PS2 - 2004)
- Godzilla: Unleashed (Wii - 2007)
- Godzilla: The Game (PS3, PS4 - 2014)
- Godzilla Defense Force (2019)

### Literatura
- Godzilla: Rulers of Earth (cómic - 2013-2015)
- Godzilla: Cataclysm (cómic - 2014)
- Godzilla: Oblivion (cómic - 2016)